# Léopards de Guyenne
Les Léopards de Guyenne sont une équipe d'handibasket représentant la ville de Bordeaux. Ils évoluent au plus haut niveau français, en Nationale A.

## Histoire
L'équipe d'handibasket appartenait à sa création à une association départementale proposant des activités sportives aux niveaux régional et national aux personnes handicapées. C'est en 2001 que la section handibasket a pris son indépendance et son nom actuel.

## Palmarès
Européen
- EuroCup 2 (Coupe André Vergauwen) :
  - 2014 : 8e place[5]
- EuroCup 4 (Challenge Cup puis Euroligue 3 depuis 2018) :
  - 2012 : 4e place[6]
  - 2018 : 8e place[7]

National,
- Nationale A :
  - 2009 :  3e place
  - 2010 :  3e place
  - 2014 :  3e place[10],[11]
- Nationale B : 
  - 2001 :  3e place
  - 2002 :  3e place
  - 2007 :  Champion de France
- Coupe de France :
  - 2006 : finaliste

## Joueurs célèbres ou marquants
- Philippe Baye (ancien international français)
- Sylvain Deregnaucourt (international français)